# Rio Timonha
O Rio Timonha é um rio brasileiro que banha os estados do Ceará e Piauí.
É um rio de pequena vazão e intermitente, tendo maior volume d’agua na estação chuvosa, que vai de dezembro a junho, serve de linha divisória entre os estados do Ceará e Piauí. Sua bacia hidrográfica ocupa uma área de 2.165 km².
Seu estuário é uma região que abriga uma das maiores áreas de mangue do nordeste brasileiro, oferecendo um importante berçário para a reprodução de inúmeros animais marinhos.